# Comandante Bly
El Comandante Bly es un personaje ficticio de la saga cinematográfica de Star Wars.

## Descripción e historia
Bly, era el apodo del soldado clon CC-5052, era el comandante de la legión 327. Bly nació en el planeta Kamino, al igual que los demás clones, y sirvió a la Jedi Aayla Secura en Felucia durante los sucesos de La venganza de los Sith. El comandante Bly era amarillo, con una kama y una visera. Tenía también un fusil bláster y dos pistolas bláster. 
Al inicio de las Guerras Clon, Bly y su General Jedi, Aayla Secura, fueron atacados en Quell por una flota separatista. Anakin Skywalker, su Padawan Ahsoka Tano, y el capitán Rex organizaron el rescate de Secura y sus tropas. Irrumpiendo en el Destructor Estelar de Secura, Skywalker, Tano y Rex consiguieron localizar y rescatar con éxito a Secura, Bly y unos pocos soldados clon supervivientes. Sin embargo, Skywalker quedó gravemente herido durante la misión y Bly ayudó a pilotar una fragata al Resuelto para que el Jedi fuese sometido a la debida atención médica. Mientras intentaban atracar, el hiper-motor de la fragata fue activado, obligándolos a separarse del Resuelto. Entonces, la nave rápidamente saltó al hiperespacio momentos después de separarse. Mientras la fragata viajaba por el hiperespacio, Bly se dio cuenta de que las coordenadas fijadas estaban dirigiendo a la nave directamente hacia una estrella. Tras un exitoso intento de evitar la estrella, la fragata chocó en el mundo de Maridun, y el grupo se vio obligado a buscar ayuda para el herido Skywalker.
En el proceso, Bly encontró una tabla con inscripciones que indicaba que existía vida inteligente cerca. Dejando a Skywalker y Rex atrás, el resto del grupo avanzó por las llanuras en busca de alguien que pudiera ayudar al Jedi herido. No obstante, durante el trayecto, todos ellos fueron atacados por dos mastiff phalones, y los tres clones que les acompañaban fueron asesinados por las criaturas. Poco después, Bly, Secura y Tano consiguieron encontrar una aldea poblada por lurmens. En un primer momento, el anciano de la aldea, Tee Watt Kaa, rechazó ayudarles pero cuando supo del estado de salud de Skywalker, permitió a su hijo Wag Too acompañarles hasta Skywalker. Bly, Tano y Wag Too regresaron hasta la posición del Jedi herido. Una vez allí, el trío, junto con Rex, consiguió derrotar a otro mastiff phalone que intentaba matar a Skywalker y a Rex. Acto seguido, Bly y Rex trasladaron a Skywalker hasta la aldea, donde descansó y fue tratado por los lurmens.
Más tarde, Bly se encontraba descansando en la aldea lurmen cuando vio a un par de lurmens esforzándose por apilar unas cestas de comida. Bly les ayudó con su problema y ellos se lo agradecieron ofreciéndole una fruta Jogan, que él se comió con alegría. Entonces, Bly fue informado de que una nave de aterrizaje C-9979 separatista se estaba estableciendo cerca de la aldea. Junto al resto del grupo, Bly ayudó a Anakin Skywalker a escapar mientras droides de combate registraban la aldea en busca de contrabando. Mientras observaban escondidos en la hierba alta, un droide sonda los descubrió, pero antes de que pudiera informar, Bly bloqueó su señal. Él, Ahsoka Tano y el capitán Rex lo persiguieron mientras Aayla Secura evaluaba con calma la situación. Decidiendo que era mejor no perseguir al droide, Secura se separó de los demás y consiguió cortar al droide desde el frente.
No mucho después, Bly y los demás descubrieron un puesto de avanzada separatista en el planeta. El grupo vio como el general separatista Lok Durd anunciaba su nueva arma: un tanque de Despliegue Defoliador. Acompañando a Rex en una misión de exploración, los dos clones se acercaron para examinar el arma de cerca. Sin que lo supieran, no obstante, Durd estaba a punto de probar la eficacia del arma. El defoliador disparó y, cuando el disparo descendió, los clones se vieron obligados a retirarse. Rex consiguió regresar a lo alto de un árbol cercano con un cable de ascensión, pero Bly tropezó cuando intentaba hacer lo mismo. A medida que la onda expansiva del disparo se acercaba hacia él, Secura, usando una liana, descendió del árbol y subió a Bly hasta un lugar seguro antes de que el disparo alcanzara al clon. Bly, en consecuencia, quedó eternamente agradecido del rescate de Secura. El grupo esperó el anochecer, antes de regresar al puesto de avanzada. Mientras Secura y Tano abrían la puerta principal, Bly y Rex ayudaron a Skywalker a destruir a los droides de combate que custodiaban el puesto de avanzada. Entonces, los dos clones robaron dos valiosos generadores de escudo deflector y los cargaron a una lanzadera separatista antes de partir a la aldea.
Al llegar al asentamiento lurmen, Bly y los demás advirtieron a los aldeanos acerca del tanque defoliador y de cómo Durd planeaba usar la aldea como blanco de pruebas. Tee Watt Kaa se negó a entrar en combate con los separatistas, afirmando que moriría antes de empujar a su pueblo a la violencia. A pesar de sus objeciones el grupo estableció un muro defensivo alrededor de la aldea y los clones activaron los escudos, protegiendo a los lurmens del impacto del disparo del defoliador. Mientras los droides de combate de Durd se acercaban a la aldea, Bly y los demás mantuvieron su posición. El grupo consiguió destruir a los droides de combate con la ayuda de algunos aldeanos lurmen y Skywalker consiguió capturar a Durd. Entonces, Bly y Rex subieron a Durd a bordo de la lanzadera mientras la flota del Almirante Wullf Yularen llegaba para extraer al grupo de Maridun.
En los últimos días de las Guerras Clon, el 327° Cuerpo Estelar, bajo el mando de Aayla Secura, fue enviado al planeta Felucia donde siguieron el rastro de la miembro del Consejo Separatista Shu Mai. Sin embargo, cuando el canciller supremo de la República Galáctica, Palpatine, declaró a los Jedi traidores a la República, ejecutó la Orden 66 en todos los clones, lo cual les obligó a seguir sus órdenes y volverse en contra de sus superiores Jedi. Bly y sus hombres entonces asesinaron a Secura en el acto, disparándole desmesuradas veces en la espalda. Posteriormente, Bly pasó a servir al Imperio Galáctico.
- Datos: Q2985672